# Паперові сердечка (Цілком таємно)

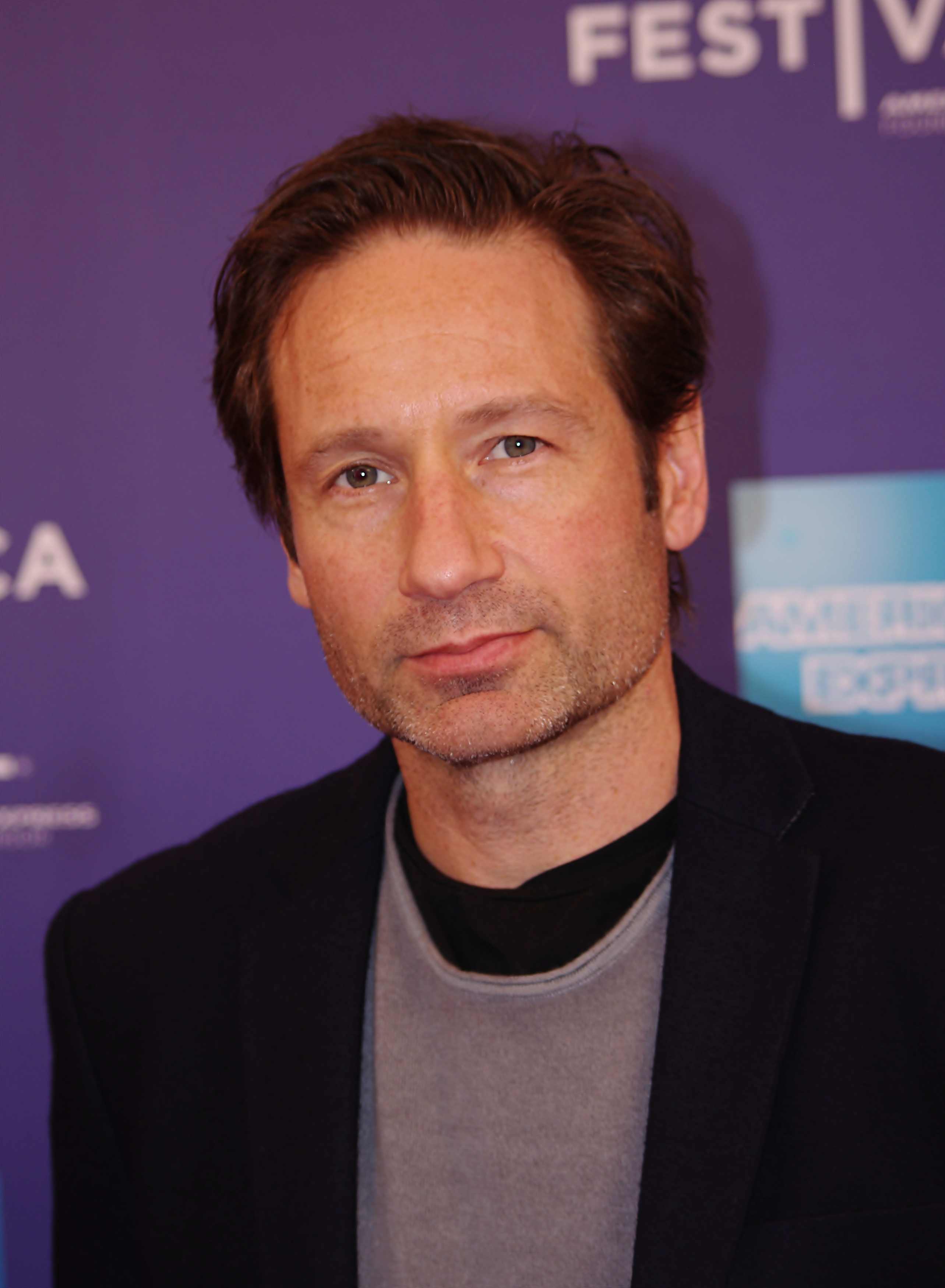

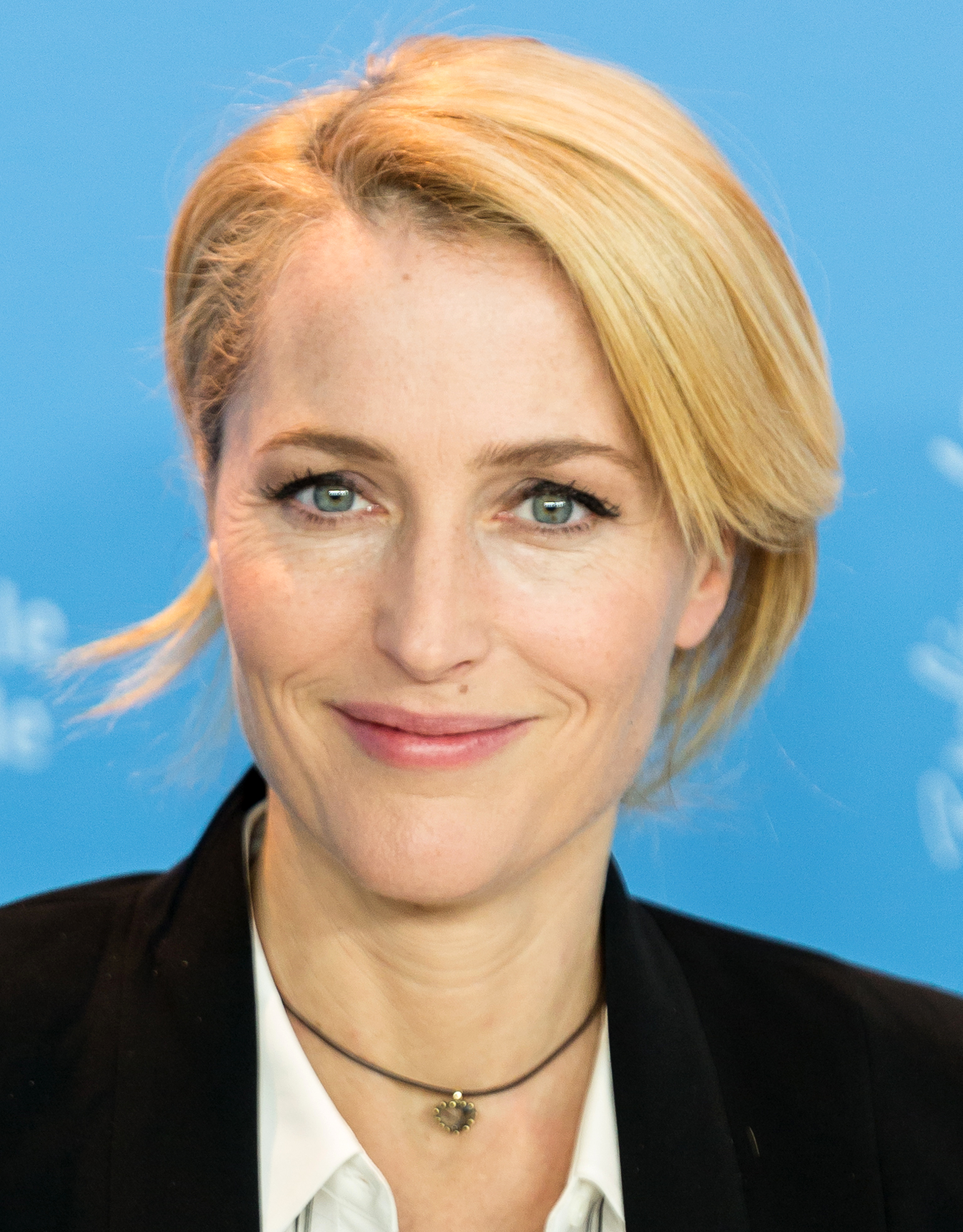

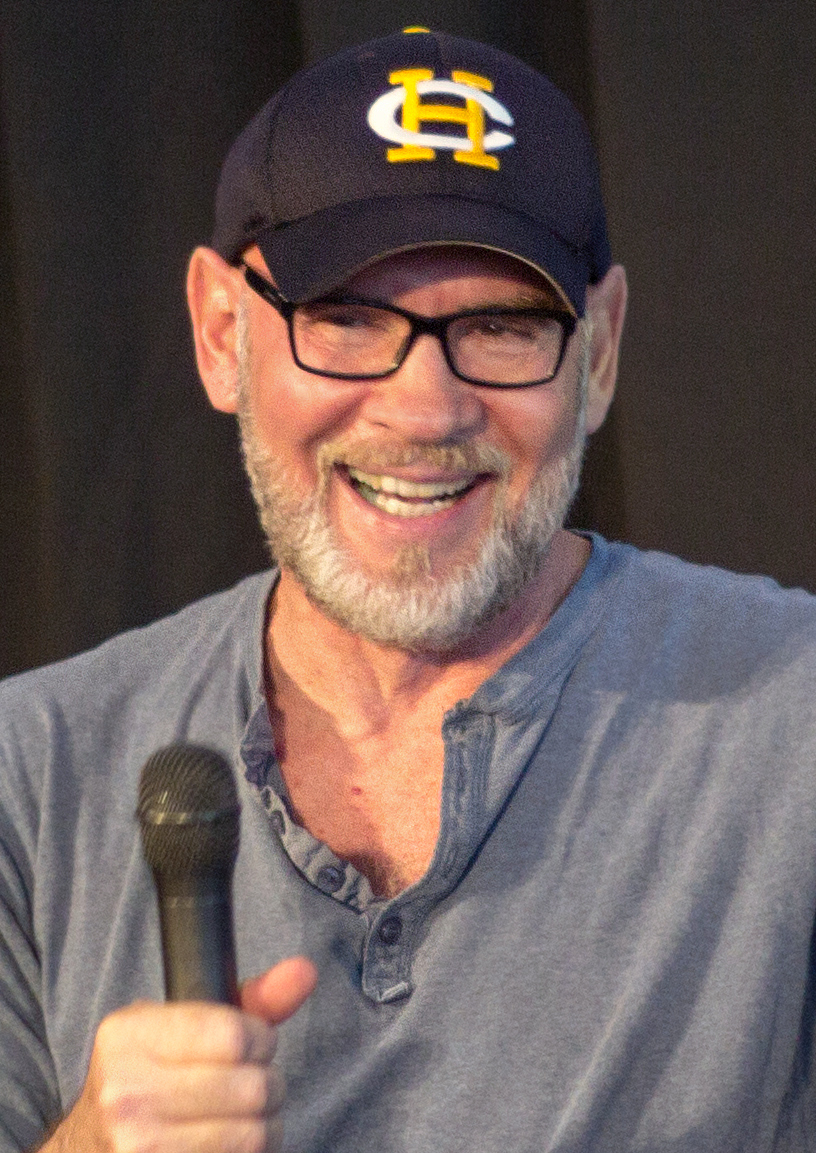

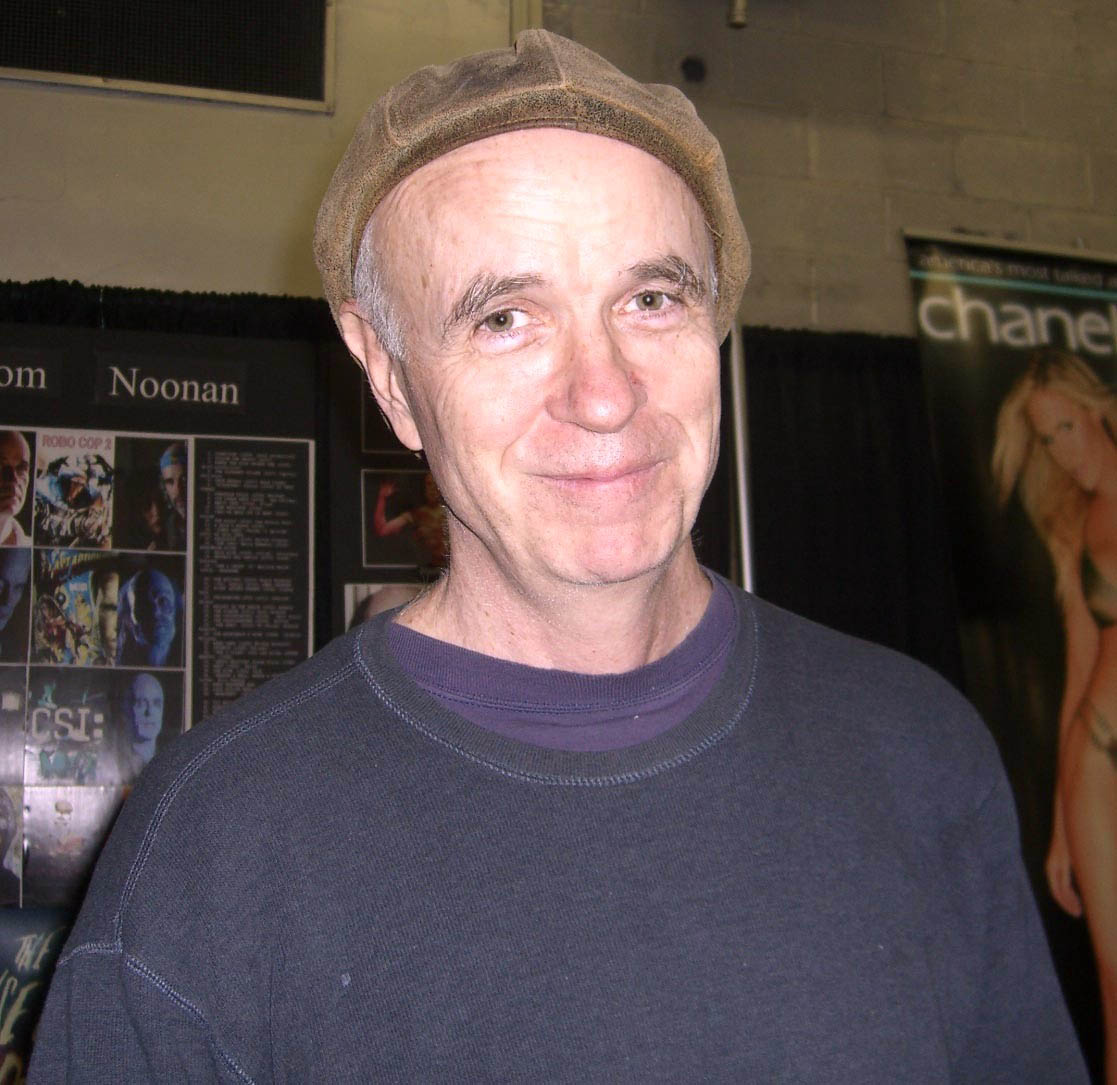

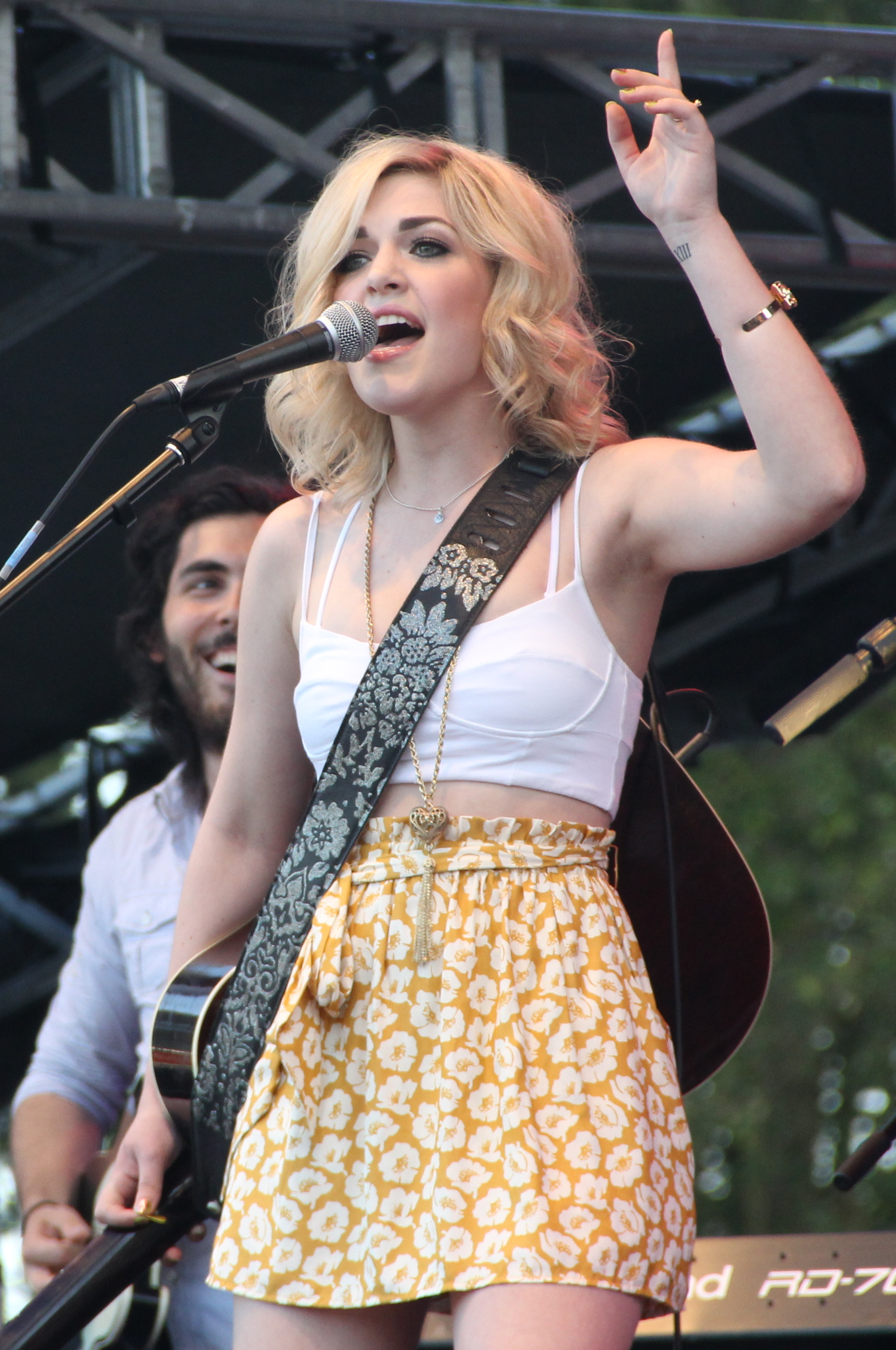

Паперові сердечка, Паперові серця (Paper Hearts) — десята серія четвертого сезону американського науково-фантастичного телевізійного серіалу «Цілком таємно». Прем'єра в мережі «Фокс» відбулася 15 грудня 1996 року.
Епізод не відноситься до «міфології серіалу».
Серія за шкалою Нільсена отримала рейтинг домогосподарств «Нільсена» 10, його переглянули 16,6 мільйона людей у своєму початковому ефірі.
Малдер та Скаллі з'ясовують, що серійний вбивця дівчаток Джон Лі Рош, арештований Малдером кілька років тому, насправді вчинив більше убивств, ніж вважалося. Агенти намагаються з'ясувати місцезнаходження тіл та особистості жертв, однак Рош починає психологічну гру і заявляє, що саме він убив зниклу багато років тому сестру Малдера.

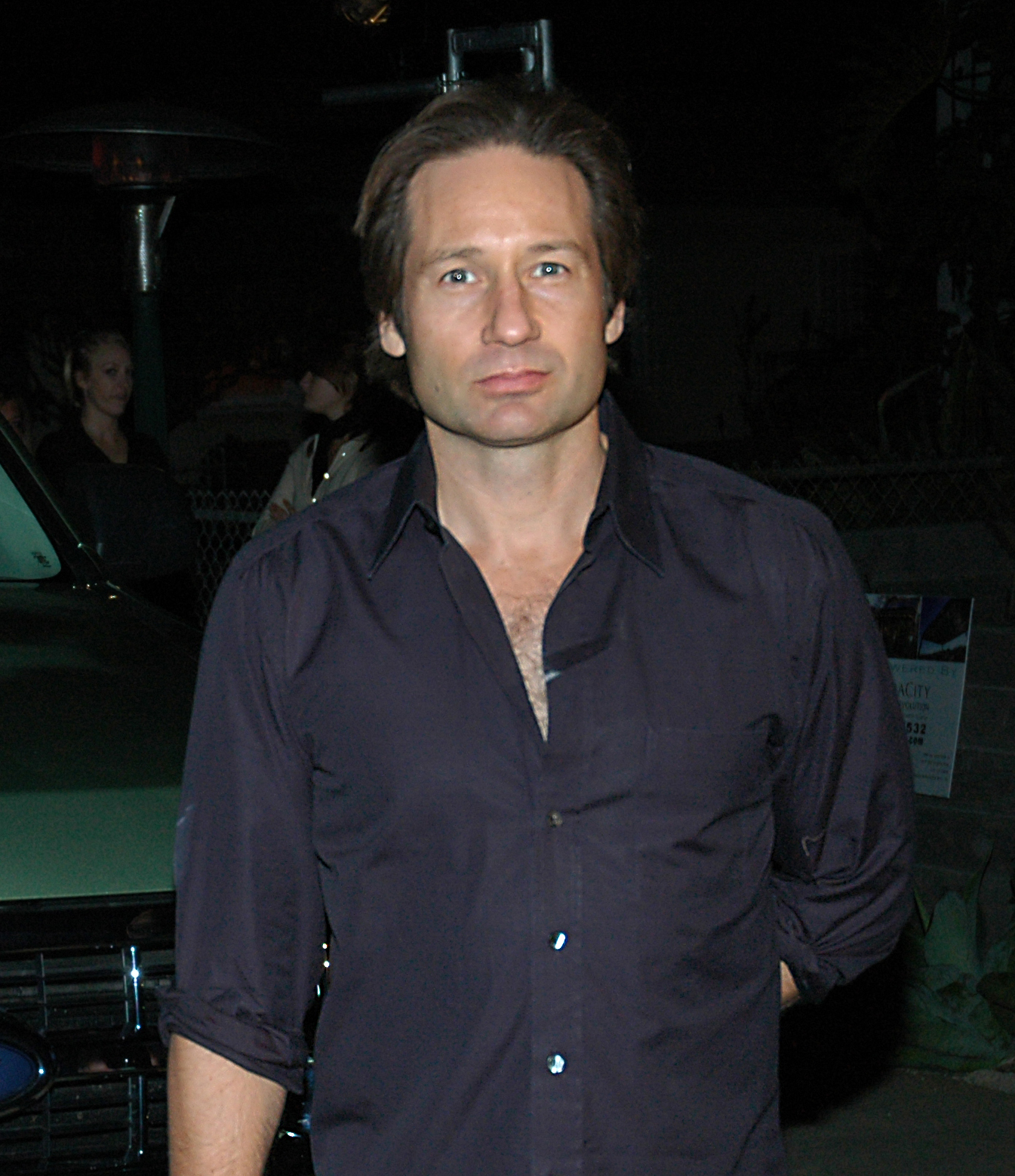

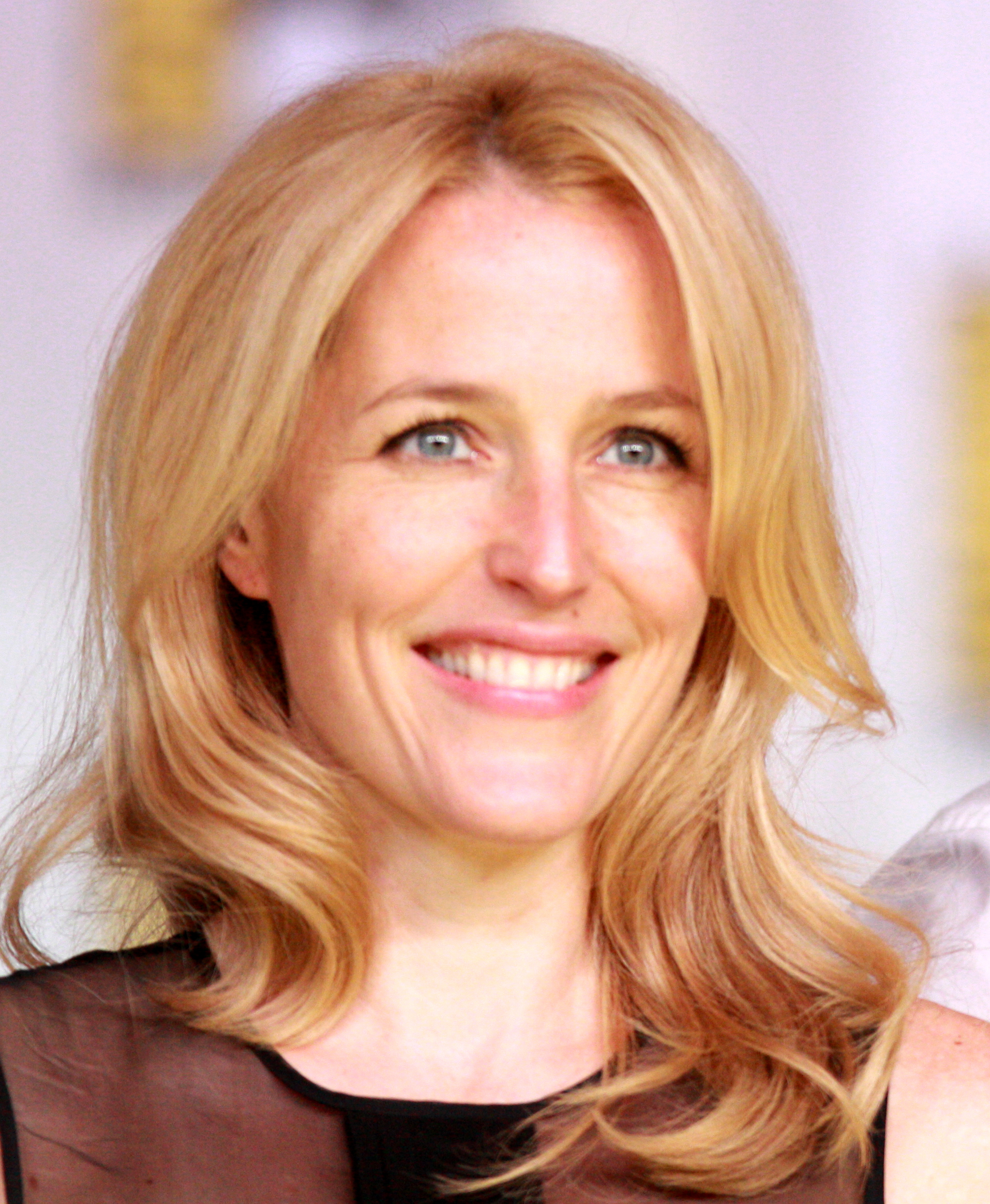

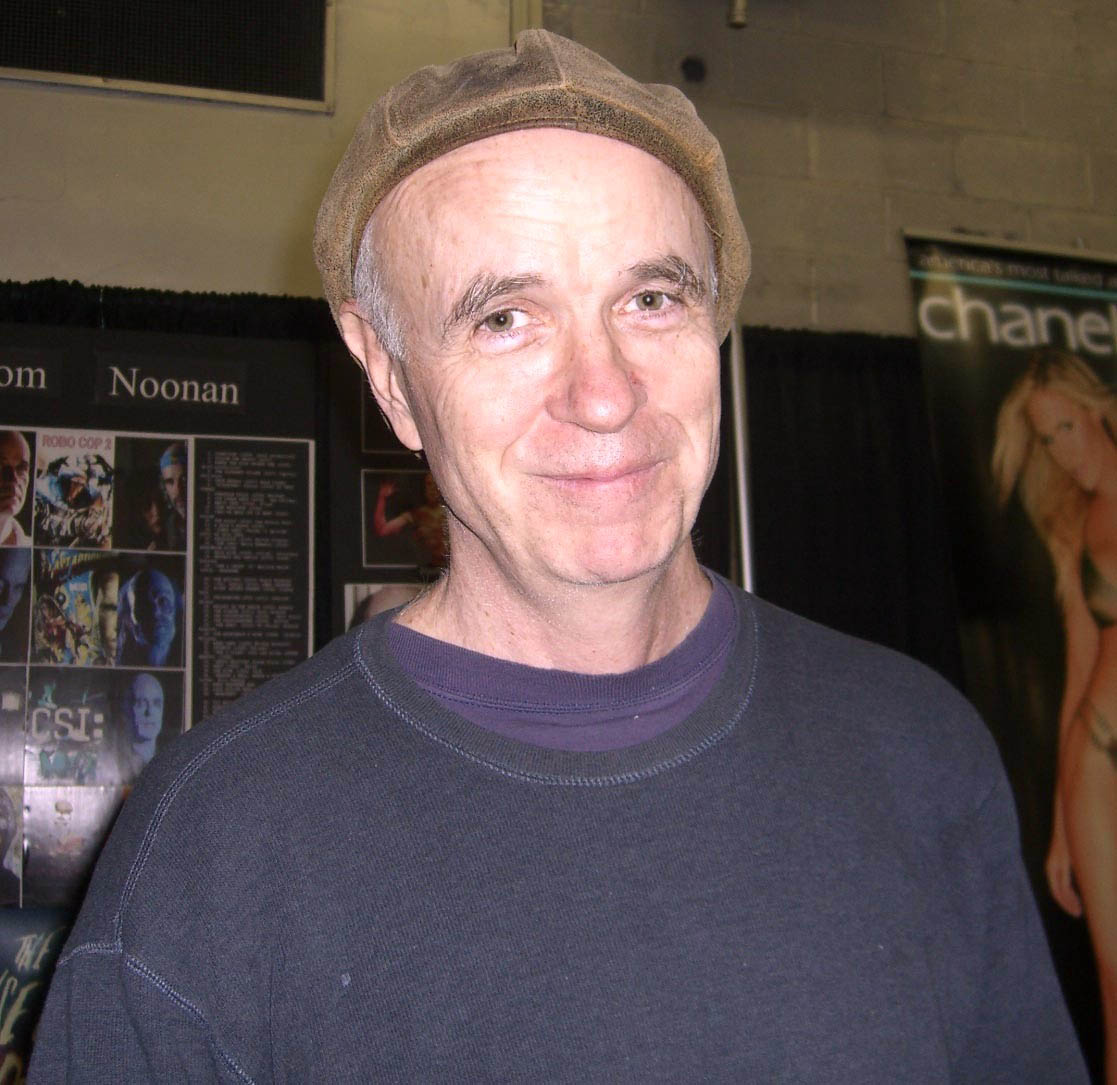

## Зміст
Істина за межами досяжного
Малдер бачить уві сні червоний лазерний промінь, який приводить його в біговий парк Бошера у Манассасі (штат Вірджинія), де закопане тіло маленької дівчинки. Прокинувшись, Малдер вирушає на те місце та знаходить там скелет дівчинки, на грудній клітці лежить із сукні вирізаний клапоть у формі сердечка. Ця деталь дозволяє визначити, що убивство вчинив Джон Лі Роуч — він убив тринадцять дівчаток в 1980-х роках. Він виріза́в сердечко з одягу кожної своєї жертви. В часі роботи у відділі розслідування насильницьких злочинів Малдер займався справою Роуча та зумів піймати маніяка, вирахувавши, що він є продавцем і часто подорожує по країні. Хоча сердечка, вирізані Роучем, не були знайдені, він признався в тринадцяти убивствах та був засуджений на пожиттєве ув'язнення. Скаллі вважає — Малдер уві сні завершував попереднє розслідування.
Провівши дослідження, Скаллі з'ясовує, що дівчинку вбито 1975 року — за кілька років до того, як Роуч — за версією ФБР — почав учиняти вбивства. Агенти знаходять батька убитої дівчинки (мати вже померла) та повідомляють сумну новину. Малдер і Скаллі відшукують стару машину Роуча «Chevrolet El Camino», в якій знаходять книжку «Аліса у Дивокраї» з 16-ма вирізаними з матерії сердечками — завдяки сновидінню Малдера про «Божевільний капелюх». Агенти їдуть в тюрму, де допитують Роуча, намагаючись дізнатися особи невідомих убитих. Для цього Малдер мусить здійснити триочковий кидок. Тієї ж ночі, заснувши на робочому місці, Малдер бачить уві сні, як була викрадена його сестра і що, можливо, викрадення вчинили не інопланетяни, а Роуч.
Наступного дня Роуч заявляє, що в часі викрадення сестри Малдера 1973 року він перебував у Мартас-Віньярд й продав батьку Фокса порохотяг. Роуч намагається роздратувати Малдера, говорячи про його сестру. Фокс зривається і вдаряє Роуча в лице. Охоронець відмовляється визнати удар Малдера, але Скаллі бачила теж.
Приїхавши в дім своєї матері, Малдер знаходить порохотяг «Електровак Прінсес» (як і казав Роуч) та, переконавши Скіннера повернути його до справи й дати йому і Дейні можливість продовжити роботу над нею, отримує від Роуча дані про місцезнаходження однієї з невідомих жертв. При цьому переказує Фоксу зміст його сновидіння із сестрою. Розтин вказує, що це не Саманта Малдер. Роуч каже Малдеру, що останнє сердечко належить Саманті, але місце її поховання він покаже тільки в тому випадку, коли Малдер його туди відвезе.
Малдер потай від керівництва (переконавши суддю) виписує Роуча з тюрми та їде з ним в Мартас-Віньярд, розташований у передмісті Бостона. Прибувши до літнього будинку батьків Малдера, Роуч розповідає йому як звідти викрадав Саманту. Фокс викриває його брехню, сказавши, що ця будівля була придбана вже після викрадення Саманти. Уночі Малдер уві сні рятує сестру від викрадення але, прокинувшись, бачить, що Роуч утік, прикувавши його та забравши жетон агента ФБР, пістолет й телефон.
Малдера знаходять Скаллі й Скіннер. Використовуючи документи Малдера, Рош викрадає дівчинку, яку побачив на авіарейсі в Бостон, у Свампскотті (Массачусетс). Перевіряючи стару квартиру Роуча в Бостоні, по алюзії з Божевільним капелюшником агенти знаходять його із дівчинкою на кладовищі тролейбусів, розміщеному неподалік. Сидячи в старому тролейбусі, Роуч шантажує Малдера, говорячи, що коли Фокс його уб'є, то ніколи не дізнається, де знаходиться тіло його сестри. Роуч вимагає відпустити його, погрожуючи убити дівчинку, Малдер стріляє в нього. Дівчинка з криком утікає, а Малдер лишається з останніми сердечком, так і не дізнавшись, належить воно Саманті чи ні.
Поспи хоч трохи

## Створення
Сценарист Вінс Гілліган придумав концепцію епізоду з огляду на найдовшу сюжетну лінію серіалу — викрадення Саманти Малдер. Гілліган вирішив поглянути на питання з іншого кута й уявити — а що як Саманту не викрали інопланетяни, а убив маніяк. Щоб переконати в цьому Фокса Малдера, Гілліган включив у сценарій віщі сни з лазерними променями, згадуючи про вивчення лазерних голограм у часі навчання на кінематографічному факультеті. За задумом Гіллігана лазер мав бути синього кольору, однак у цьому випадку значно виростала вартість виробництва епізоду, тому колір був змінений на дешевший — червоний. Як фетиш для убивці Гілліган вибрав сердечка, котрі Рош вирізав з одягу жертв, вирішивши, що наруга над тілами буде надмірною.
Гілліган писав сценарій до серії з розрахунком, що роль Джона Лі Роша виконає актор Том Нунен. Це стало першою появою Нунена на телеекрані — раніше він знімався тільки в кінофільмах. Нунен при зйомках відмітив сцену на тюремному баскетбольному майданчику, де вперше з'являється його персонаж. Актор, який непогано грав у баскетбол, повинен був «погіршити» свої баскетбольні здібності в епізоді. Нунен також шкодував, що не встиг зіграти з Духовни, який виступав за збірну Прінстона з баскетболу. Однак захоплення Духовни баскетболом допомогло скоротити кількість дублів у цій сцені. Гілліган і режисер Роб Боумен стверджували, що прицільний кидок Малдера був знятий з першого разу без якихось спецефектів.
Завершальна сцена на «кладовищі тролейбусів» у місті Суррей (Британська Колумбія) була відзнята менш як за день — але знімальній групі довелося чекати кілька місяців, коли популярне знімальне місце звільниться.

## Сприйняття
Хоча епізод став восьмим у виробництві четвертого сезону, він вийшов у телеетер десятим, поступившись місцем подвійним епізодам з «міфології» серіалу — «Тунгусці» і «Термі».
Головні актори «Цілком таємно» вважають «Паперові сердечка» одним з кращих епізодів четвертого сезону. Композитора серіалу Марка Сноу номінували на премію «Еммі» за музичний супровід до епізоду.
Вебсайт IGN назвав серію шостим кращим епізодом-«монстром тижня» за весь час «Цілком таємно». Персонаж Нунена був описаний як «один з найбільш лякаючих лиходіїв, що з'являлися у серіалі». Гілліган був у захопленні від акторської гри Нунена. Оглядач The A.V. Club оцінив епізод найвищим балом та зауважив, що поміж антагоністів серіалу Роуч виділяється як один з найбільш реальних «звірів у людській подобі», а сама серія значною мірою розкриває характер Малдера. Згодом сайт видання розмістив епізод на шостому місці в списку кращих епізодів, перебіг подій в яких відбувається уві сні. Лазерні промені були витлумачені як метафора розуму Малдера, яка наштовхує Фокса на вирішення проблеми через підсвідомість.

## Знімались
| Актор             | Роль                      |
| ----------------- | ------------------------- |
| Девід Духовни     | Фокс Малдер               |
| Джилліан Андерсон | Дейна Скаллі              |
| Мітч Піледжі      | Волтер Скіннер            |
| Том Нунан         | Джон Лі Рош               |
| Ванесса Морлі     | Саманта Малдер            |
| Ребекка Тулан     | Тіна Малдер               |
| Бірн Пайвен       | Френк Спаркс              |
| Карлі Маккілліп   | Кейтлін                   |
| Джейн Перрі       | оператор з обслуговування |
| Марк Гіббон       | охоронець                 |